# Петр (Лосев)
Епи́скоп Пе́тр (в миру Пётр Лео́нтьевич Ло́сев; 8 (20) октября 1833 — 30 марта (12 апреля) 1902) — епископ Русской православной церкви, епископ Пермский и Соликамский. Магистр богословия.

## Биография
Родился 8 (20) октября 1833 года в селении Климентовский Погост Спасского уезда Рязанской губернии (ныне урочище в Спасском районе Рязанской области между деревнями Чевкино и Никитино) в семье причётника Троицкой церкви.
В 1854 году окончил Рязанскую семинарию и определен помощником наставника в Рязанском Троицком сиротском училище. В 1856 году — наставник Рязанского духовного училища. 15 (27) мая 1857 года рукоположен в сан иерея.
Овдовел и в 1862 году поступил в Московскую духовную академию, которую окончил в 1866 году. 18 ноября того же года был назначен преподавателем Рязанской духовной семинарии. 22 апреля (4 мая) 1868 года — инспектор Рязанской семинарии. 31 января (12 февраля) 1869 года удостоен степени магистра богословия.
2 (14) июля 1875 года — ректор Вологодской духовной семинарии. 19 (31) июля 1875 года возведён в сан протоиерея. За время служения ректором был награждён Св. Синодом наперстным крестом, а также орденом Св. Анны 3-й и 2-й степени, орденом Св. Владимира 3-й степени.5 (17) октября 1887 года уволен от должности ректора Вологодской семинарии.
10 октября того же года пострижен в монашество и 11 октября возведён в сан архимандрита.

### Архиерейство
1 (13) ноября 1887 года хиротонисан во епископа Сумского, викария Харьковской епархии. Хиротония состоялась в Свято-Троицком соборе Александро-Невской Лавры. За два года открыл 30 церковно-приходских школ.
С 22 июля (3 августа) 1889 года — епископ Владикавказский и Моздокский.
С 3 (15) мая 1891 года — епископ Велико-Устюжский, викарий Пермской епархии.
С 7 (19) мая 1892 года — епископ Пермский и Соликамский. В 1901 году был вызван в Св. Синод для присутствия. За время службы в Перми награждён орденом св. Анны 1-й степени и орденом св. Владимира 2-й степени.
Скончался 30 марта (12 апреля) 1902 года от порока сердца. Похоронен в ограде кафедрального собора на архиерейском кладбище.